# Ренево
Ре́нево (рос. Ренево) — присілок у складі Омутнінського району Кіровської області, Росія. Входить до складу Залазнинського сільського поселення.
Населення становить 3 особи (2010, 25 у 2002).
Національний склад станом на 2002 рік — росіяни 92 %.